# Geoff Sidebottom
Geoffrey „Geoff“ Sidebottom (* 29. Dezember 1936 in Mapplewell; † 3. November 2008 in Scunthorpe) war ein englischer Fußballtorhüter. Er stand bei den Wolverhampton Wanderers zumeist im Schatten von Malcolm Finlayson, bevor er zu Aston Villa wechselte. Mit den „Villans“ gewann er 1961 den Ligapokal.

## Sportlicher Werdegang
Der in Yorkshire geborene Sidebottom stand in seiner Jugend für die Wath Wanderers zwischen den Pfosten, die als Kadernachwuchsschmiede mit den Wolverhampton Wanderers verbunden waren. Im September 1954 wurde er in den Profibereich der „Wolves“ übernommen, während er parallel in einer Gießerei in der Nähe von Barnsley arbeitete. Im selben Jahr erreichte er im FA Youth Cup das Endspiel, das gegen die „Busby Babes“ von Manchester United verloren ging. In den folgenden Jahren blieb der erhoffte sportliche Durchbruch aus, was auch an den Konkurrenten Bert Williams und Malcolm Finlayson lag. Am 1. November 1958 debütierte er schließlich beim 1:2 gegen West Bromwich Albion und direkt danach absolvierte er in der Meistersaison 1958/59 gegen Preston North End und den FC Burnley die zwei anschließenden Begegnungen. Im folgenden Jahr kam Sidebottom mit insgesamt zehn Einsätzen weiter nur selten über die Rolle der Ersatzmanns hinter Finlayson hinaus, wenngleich er mit einer guten Leistung in der fünften FA-Cup-Runde gegen Luton Town einen wichtigen Beitrag auf dem Weg zum Pokalgewinn leistete (trotz des letztlich deutlichen 4:1-Siegs hatte die Partie lange „auf der Kippe gestanden“). Dazu bestritt er das Viertelfinalrückspiel im Europapokal der Landesmeister, in dem Wolverhampton Barcelona mit 2:5 unterlag. In der anschließenden Saison 1960/61 vertrat er den verletzten Finlayson sowohl beim Charity Shield als auch in den ersten 18 von 22 Ligapartien, bevor er sich im Februar 1961 in Richtung Aston Villa verabschiedete.
In der Mannschaft von Joe Mercer absolvierte er in knapp vier Jahren 87 Pflichtspiele, wozu auch ein Einsatz beim Finalrückspiel des 1961er Ligapokals zählte, als eine 0:2-Hinspielniederlage gegen Rotherham United noch mit einem 3:0-Sieg umgedreht werden konnte. Im Januar 1965 heuerte er bei Scunthorpe United an – dort erhielt er für kurze Zeit den Vorzug gegenüber dem späteren Nationaltorhüter Ray Clemence. Danach ließ Sidebottom in den USA bei den New York Generals und zurück in England bei Brighton & Hove Albion seine aktive Laufbahn ausklingen. Nach einer kurzen Zeit als Trainer in Nordamerika arbeitete er abseits der Fußballgeschäfts als Fensterreiniger und Bauunternehmer. Er verstarb Anfang November 2008 im Alter von 71 Jahren.

## Titel/Auszeichnungen
- Englischer Pokal (1): 1960
- Englischer Ligapokal (1): 1961
- FA Charity Shield (1): 1960 (geteilt)